# El último gaucho
El último gaucho es una película sin sonido de Argentina en blanco y negro dirigida por Julio Irigoyen según su propio guion escrito en colaboración con Leopoldo Torres Ríos que tuvo su primera exhibición con una función privada del 31 de marzo de 1924.

## Reparto
Colaboraron en el filme los siguientes intérpretes:
- Diego Fernández
- Lía Dalvi
- Arturo Sánchez
- Justina Leonor
- Ada Cornaro
- Matías A. de Torres
- Aparicio Podestá
- Totón Podestá

## Producción
El filme fue producido por Buenos Aires Film, una empresa dirigida por Julio Irigoyen que se caracterizaba por producir filmes clase “C” de muy bajo presupuesto y poca calidad artística, que en general eran historias con los  personajes característicos de la ciudad: guapos prostitutas, cantores de tango, jugadores en oscuros cafetines, hipódromos y salones aristocráticos. La mayoría eran películas de gauchos o típicamente porteñas, con tango o con canciones de tierra adentro. Es dificultoso acceder a información sobre esas películas, en primer lugar porque una parte no se estrenó en Buenos Aires sino en las provincias del interior de Argentina y también en otros países de América Latina, en segundo término porque Irigoyen no conservaba los negativos y en tercer lugar por el escaso interés que tenía por ellas la prensa especializada. Jorge Finkielman dice que:

"La deficiente actuación, dirección, producción y fotografía estaban al mismo nivel que se encuentran en otras películas estrenadas en la época tanto por este como por otros productores"

## Crítica
El diario Crítica dijo que el filme era un “simple melodrama” en el que lo mejor era la actuación de Lía Dalvi en su debut cinematográfico y que “el público necesita estas películas imples para aprender a apreciar nuestras producciones locales, y más aun, dado que es evidente la eficiencia técnica del El último gaucho, uniendo situaciones contrapuestas y coordinando la actuación en hermosos ambientes naturales.” 